# ティニウス
ティニウス（Tignous、本名ベルナール・ヴェルラック（Bernard Verlhac）、発音 [tiɲus]、1957年8月21日 - 2015年1月7日) はフランスの風刺画家。

## 略歴
パリ生まれ。"Tignous" はオック語で「ちょっと意地悪なやつ」の意味。彼の祖母が愛情をこめてこう呼んでいた。生粋のパリっ子であり、仲間からは「ティティ」（ティティ・パリジャン＝ヴィクトル・ユーゴーの『レ・ミゼラブル』の登場人物ガヴローシュのイメージによる典型的なパリの下町っ子）と呼ばれていた。
パリの美術学校（École Boulle）でデッサンを学び、インテリアデザインの資格を取得した。1980年代から共産党系の『リュマニテ』、カトリック系の『ラ・クロワ』、風刺雑誌『月刊シャルリー』など、右派、左派を問わず、様々な新聞に風刺画を掲載した。
1992年に活動を再開した『シャルリー・エブド』に参加。2007年には政治・司法ジャーナリストのドミニク・パガネリとともに、アジャクシオ知事クロード・エリニャック殺害の容疑者イヴァン・コロナの裁判を取材し、『シャルリー・エブド』に掲載し、翌年、『コロナ裁判』を刊行。この本は時事問題・ルポルタージュのバンド・デシネに対する「フランス・アンフォ賞」を受賞した。

風刺漫画家の国際ネットワーク「平和のための風刺漫画」に参加した。この組織は、ムハンマド風刺漫画掲載問題およびムハンマドの風刺画を掲載したデンマークの保守系紙『ユランズ・ポステン』への報復としてイランでホロコースト風刺画コンテストが開催され物議を醸したことを受けて、風刺画家プランチュとノーベル平和賞を受賞したコフィー・アナン国際連合事務総長が異なる信仰・文化に生きる人々の相互理解・尊重を促進し、報道の自由・表現の自由を守るために設立したものである。

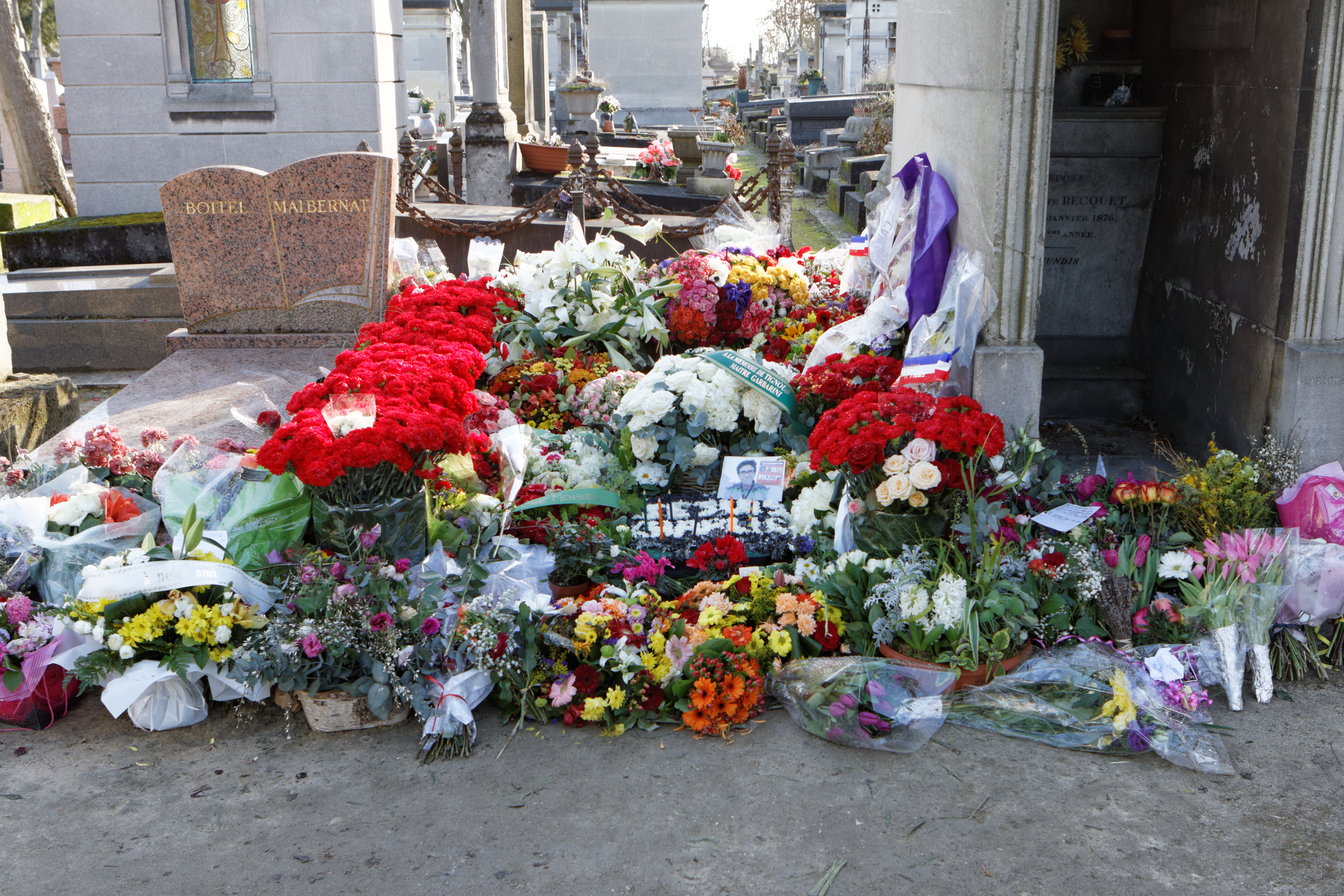
花に埋もれたティニウスの墓 (ペール・ラシェーズ墓地)

2015年1月7日、シャルリー・エブド襲撃事件でイスラム過激派に殺害された。
他の犠牲者とともにレジオンドヌール勲章シュヴァリエを授与された。
2017年にモントルイユ（セーヌ＝サン＝ドニ県）で「政治報道のためのデッサン（風刺画）のティニウス賞」が創設された。

## 著書
- 1991年：On s'énerve pour un rien (人は何でもないことでムカつく), La Découverte
- 1999年：Tas de riches (金持ちども), Denoël
- 2000年：Tas de pauvres (貧乏人ども), Denoël
- 2006年：Le Sport dans le sang (彼らの血に流れるスポーツ) (＝ドーピング), Emma Flore
- 2008年：C'est la faute à la société (社会のせいだ) (共著), 12 bis
- 2008年：Le Procès Colonna (コロナ裁判) (ドミニク・パガネリとの共著), 12 bis
- 2010年：Pandas dans la brume (霧にかすむパンダ), Glénat
- 2010年：Le Fric c'est capital (金が肝心 / 金は資本), 12 bis
- 2011年：Cinq ans sous Sarkozy (サルコジのもとに5年), 12 bis